# Philippe Falardeau

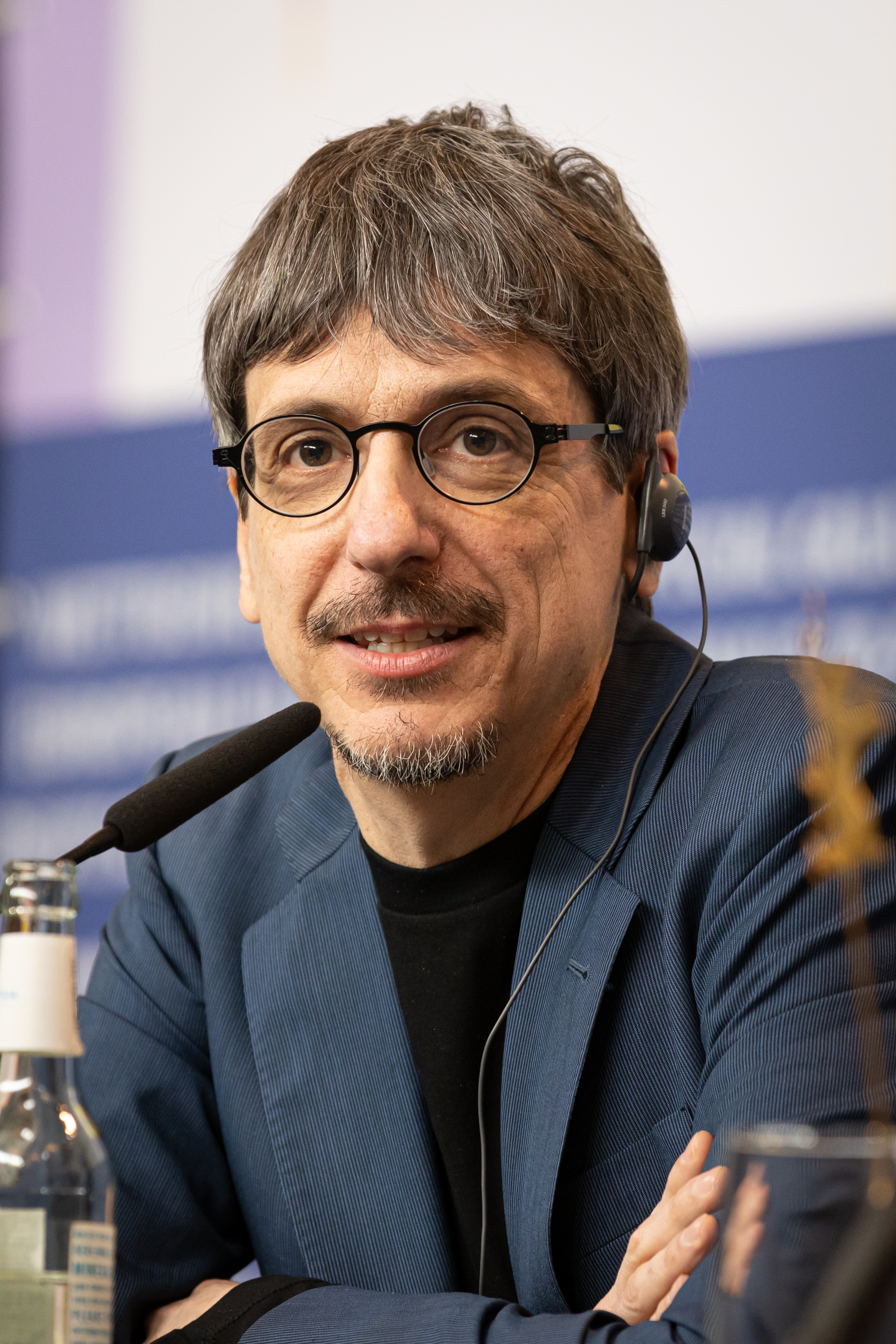
Philippe Falardeau (2020)

Philippe Falardeau (* 1. Februar 1968 in Hull, heute zu Gatineau) ist ein kanadischer Filmregisseur und Drehbuchautor.

## Leben
Philippe Falardeau, der nicht verwandt ist mit dem kanadischen Regisseur Pierre Falardeau, studierte in Ottawa kanadische Politik und Internationale Beziehungen.
Erste Dokumentarfilme entstanden 1992 und 1993 für das Nachwuchsprogramm La Course destination monde von Radio Canada, bei dem er 20 Kurzfilme realisierte und den IDRC Award gewann. Sein Spielfilm-Erstling La Moitié gauche du frigo erschien im Jahr 2000.
Ebenfalls 2010 war er Mitglied der Jury der Kinder- und Jugendfilmsektion „Gläserner Bär“ der Berliner Filmfestspiele Berlinale.

## Filmografie (Auswahl)
- 1992: La Course destination monde (Kurzdokumentarfilme für TV-Serie)
- 1997: Pâté chinois (Dokumentarfilm), Drehbuch
- 1997: Le sort de l’Amérique, Drehbuch
- 2000: La Moitié gauche du frigo, Drehbuch und Regie
- 2001: Jean Laliberté: A Man, His Vision and a Whole Lot of Concrete, Regie
- 2002: Ça, c’est Laurence, Kurzfilm
- 2003: Boulevard Saint-Laurent, Reihe aus sechs kurzen Dokumentarfilmen
- 2005: La méthode Morin, Kurz-Dokumentarfilm
- 2006: Congorama, Drehbuch und Regie
- 2008: Ich schwör’s, ich war’s nicht! (C’est pas moi, je le jure!), Drehbuch und Regie
- 2011: Monsieur Lazhar, Drehbuch und Regie
- 2015: Mein Praktikum in Kanada (Guibord s’en va-t-en guerre), Drehbuch und Regie
- 2016: Chuck – Der wahre Rocky (Chuck), Regie
- 2020: My Salinger Year, Drehbuch und Regie

## Auszeichnungen
- 2007: Genie Awards, Bestes Original-Drehbuch, für Congorama
- 2007: Prix Jutra, Beste Regie (Meilleure réalisation), für Congorama
- Art Cinema Award der Confédération Internationale des Cinémas d’Art et d’Essai (C.I.C.A.E., Internationaler Verband der Filmkunsttheater), vergeben beim Filmfest Hamburg für Monsieur Lazhar
- 2009: Gläserner Bär (Kinder- und Jugendfilmsektion der Berlinale) in der Sparte Generation Kplus für den besten Spielfilm, für Ich schwör’s, ich war’s nicht![1]
- 2009: Don-Quijote-Preis beim Tromsø Internasjonale Filmfestival, für Ich schwör’s, ich war’s nicht!
- 2012: Monsieur Lazhar bewirbt sich für einen Oscar in der Kategorie „Bester fremdsprachiger Film“ und erreicht zunächst die Shortlist der Academy; am 24. Januar 2012 gab diese bekannt, dass der Film zu den fünf Nominierten gehört.[2]